# Xibalba
Xibalbá är benämningen på underjorden i mayansk mytologi, och kan översättas ungefär ”skräckens plats”.
Det är ett farofyllt helvete i nio nivåer, behärskat av demonerna Vucub-Caquix och Hun Came. 
Vägen ner och upp sägs vara brant, törnbeströdd och mycket ogästvänlig. Metnal är nummer fem, den lägsta och mest fasansfulla av de nio olika nivåerna. Här härskar Ah Puch. Större delen av Popol Vuh beskriver de båda hjältetvillingarnas äventyr och deras knep i kampen att överlista de onda härskarna och ta sig ut ur Xibalbá.
En föraning om Xibalbá kan ett besök i grottan Actun Tunichil Muknal i Belize ge. 

## Populärkultur
I spelet Dominions 4: Thrones of Ascension, gjort av svenska spelföretaget Illwinter games kan man sen efter uppdatering 4.14 spela som en nation some heter Xibalba.
I spelet är det uppenbart att maya-kulturen och religionen har varit stor inspiration för nationen och olika klädstilar och religiösa namn dyker upp i nationens beskrivningar och truppernas utseende. Bland annat så är Hun Came en spelbar gud bland flera andra Mayanska gudar.
I spelet så är Xibalbas folk primärt sett fladdermusmän som lever i en massiv grotta, genom spelets tre eror dock så översvämmas grottan i den andra eran och bebos mest av grodmän, för att senare torka upp och ha en blandning av de två i den sista eran.